# Mokange
Mokange (ou Mokangue, Mokange Bima) est une localité du Cameroun, située dans l'arrondissement de Mundemba, le département du Ndian et la Région du Sud-Ouest.
Comme pour d'autres localités de la région (comme Lipenja), la grande quantité de forêts attire les compagnies investissant dans l'huile de palme.

## Population
La localité comptait 51 habitants en 1953, 100 en 1968-1969, 28 en 1972, principalement des Bima du groupe Oroko.
Lors du recensement national de 2005, Mokange comptait 71 habitants.